# Open 13 Provence 2021
Open 13 2021 — тенісний турнір, що проходив на кортах з твердим покриттям у місті Марсель, Франція з  8 до 14 березня. Належав до категорії ATP 250.

## Фінальна частина

### Одиночний розряд
Данило Медведєв —  П'єр-Юг Ербер 6–4, 6–7(4–7), 6–4

### Парний розряд
Ллойд Гласспул /  Гаррі Геліоваара —  Сандер Арендс /  Давід Пел 7–5, 7–6(7–4)